# Simeliberg
Simeliberg ist ein Zaubermärchen (ATU 676). Es steht in den Kinder- und Hausmärchen der Brüder Grimm an Stelle 142 (KHM 142). Eine ähnliche Variante ist in Heinrich Pröhles Märchen für die Jugend an Stelle Nr. 30 zu finden. Das Märchen ist zudem auch im isländischen und spanischen Sprachraum bekannt.

## Inhalt
Brüder Grimm

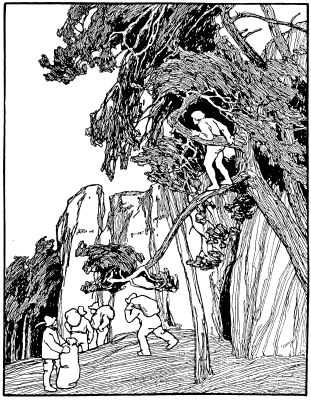
Illustration von Otto Ubbelohde, 1909

Der eine von zwei Brüdern muss als Kornhändler versuchen, seine Familie zu ernähren, weil sein reicher Bruder ihm nichts abgibt. Einmal im Wald beobachtet er, wie zwölf wilde Männer vor einem Berg rufen: „Berg Semsi, Berg Semsi, tu dich auf“, worauf er sich öffnet und sie hineingehen. Als sie schwer bepackt wieder herauskommen, rufen sie: „Berg Semsi, Berg Semsi, tu dich zu.“ Der arme Bruder versucht es auch und findet drinnen Silber, Gold, Perlen und Edelsteine, nimmt aber nur etwas von dem Gold. Jetzt kann er gut leben, tut aber auch anderen Gutes. Als er sich zweimal von seinem neidischen Bruder einen Scheffel leiht, bestreicht dieser den Boden mit Pech, so dass ein Goldstück hängenbleibt, und zwingt den armen Bruder, ihm die Wahrheit zu sagen. Darauf fährt der reiche Bruder mit einem Wagen zum Berg und lädt sich Edelsteine auf, soviel er kann. Darüber vergisst er den Namen des Berges und ruft „Berg Simeli!“, aber er bleibt eingeschlossen. Abends kommen die wilden Männer, verdächtigen ihn, bereits früher den Berg betreten zu haben, und schlagen ihm den Kopf ab.
Antoni Maria Alcover
Drei Brüder, die in die Welt ziehen, um ihr Glück zu suchen, begegnen nacheinander einem Weiblein, das ihnen den Weg zu einer verschlossenen Höhle weist vor der eine Kiefer steht. Auf diese sollen sie steigen und sich gut festhalten, denn nachdem sie magische Worte vernehmen würden, würden aus der Höhle neun Riesen kommen, um auf Raubzug zu gehen. Der letzte der Riesen würde dann erneut einige magische Worte sprechen, woraufhin sich die Höhle wieder schließen und er den Baum schütteln würde, um sich zu vergewissern, dass sich darauf auch niemand verstecke. Sobald die Riesen dann davongezogen wären, könnten die Brüder mit den gemerkten magischen Worten die Höhle öffnen, die voller Goldstücke ist. Der erste Bruder versucht sein Glück umsonst, da er sich nicht kräftig genug an der Kiefer festhalten kann und in der Folge zerrissen wird. Dem zweiten Bruder gelingt es in die Höhle einzudringen, doch verliert er sich dort in den Schätzen, sodass ihm nach einer Weile die magischen Worte nicht mehr einfallen. Einzig der dritte Bruder, Juanet, überlebt den Höhlenausflug und kehrt reich beladen heim. Er kehrt noch einige Male zurück und wird bald der reichste Mann in der Gegend, was den Riesen aber zu Gehör kommt. Diese verstecken sich daraufhin in neun Weinschläuchen, in denen sie sich, auf Karren geladen, zum Haus ihres Peinigers fahren lassen. Juanet durchschaut ihre List jedoch, berichtet dem König davon und kehrt mit dessen gesamter Armee zu seinem Haus zurück. In der folgenden Schlacht wissen sich die Riesen gut zu verteidigen, sodass sie so einige Soldaten zerreißen können. Doch mit Hageln aus Pfeilen und Steinen sowie einem unablässigen Bedrängen mit Lanzen und Schwertern gewinnt das Heer des Königs schließlich die Oberhand. Zum Dank für die Vernichtung der Riesen wird es Juanet erlaubt seinen Reichtum zu behalten. Die Goldstücke in der Höhle aber gehen an den König, der dafür, solange bis diese aufgebraucht sind, das Volk von den Steuern und Abgaben befreit.

## Herkunft

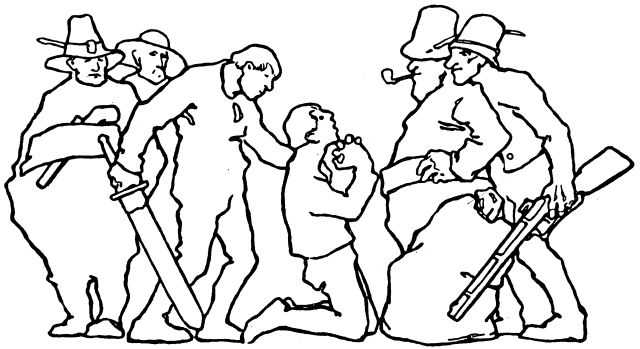
Illustration von Otto Ubbelohde, 1909

Das Zaubermärchen steht in den Kinder- und Hausmärchen der Brüder Grimm ab dem zweiten Teil der 1. Auflage (da Nr. 56) an Stelle 142. Die Anmerkung bemerkt die Ähnlichkeit dieser Variante „im Münsterland“ (von Ludowine von Haxthausen) und einer von der Dummburg im Harz „(Otmar S. 235. 238)“ mit Ali Baba und die 40 Räuber aus 1001 Nacht („Sesam öffne dich!“), ferner mit Ernst Heinrich Meier Nr. 53 „Simson, thu dich auf!“, Heinrich Pröhles Märchen für die Jugend Nr. 30 „Sim-sim-seliger Berg“, „ein ähnliches polnisches Märchen“ und Bergnamen, auch im Schweizer Guggisberglied.

## Varianten
Antoni Maria Alcovers Version aus Mallorca stammt aus dessen Werk Aplech de Rondayes Mallorquines d’En Jordi des Recó (Erste Ausgabe: Band I, 1896, S. 112) und wurde von Elisabet Rossinyol i Dezcallar aus Dameto sowie von Toni Garrit aus Cardassar erzählt. Sie trägt im Deutschen den Titel Die drei Brüder und die neun Riesen, ist unter AT 676 + 954 einzuordnen und mit Elementen aus Ali Baba und die vierzig Räuber kontaminiert. Einer der grimmschen Fassung sehr ähnlichen isländischen Version aus dem Werk Die neuisländischen Volksmärchen. Ein Beitrag zur vergleichenden Märchenforschung (Halle 1902) von Adeline Rittershaus, in der zwölf Räuber die Höhle behausen, ist ebenfalls der Inhalt mit den Schläuchen angehängt, in denen sich die Räuber verstecken, um sich darin zu dem mittlerweile schwerreichen armen Bruder transportieren zu lassen. Der jedoch besiegelt mit siedendem Pech ihr Ende. Diese Version wurde 1863/1864 von Páll Pálsson in Árkvörn nach der Erzählerin Guðríður Eyolfsdóttir aufgezeichnet und erhielt im Deutschen den Titel Die zwölf Räuber.
In Heinrich Pröhles Version aus dem Werk Märchen für die Jugend (Halle 1854, Nr. 30), die den Titel Sim-sim-seliger Berg trägt, lockt ein Rabe einen Bauern zu einem Goldberg, vor dem sich einmal im Jahr einige Männer versammeln, um sich Schätze aus ihm zu holen, wobei jedes Mal einer der Männer geopfert werden muss. Später teilt der Bauer sein Geheimnis mit dem Mann seiner Tochter, einem Krämer, der einmal allein im Berg von dem dortigen köstlichen Wein nascht. Die magischen Worte dadurch vergessen habend ist er dann eingesperrt und wird Opfer der letzten drei Männer. Diese lassen sich daraufhin von drei Fuhrleuten, in Tonnen versteckt, zur Frau des Krämers fahren, um sich bei dieser heimlich einzuquartieren. Der Bauer aber kommt ihnen auf die Schliche, ahnt Übles und blendet sie des Nachts erst durch glühendes Öl, um ihnen dieses dann in die zum Schrei geöffneten Münder zu schütten.

## Interpretation
Edzard Storck denkt bei „Semsi“ an „Samen“, in Wolfram von Eschenbachs Parzival ist die Sonne der „lichte Samsi“. Mit Brot und Wein wird der Arme sakramental, der Reiche will den geistigen Schätzen mit Pech anhaften. Die Gegenüberstellung gibt es freilich oft, so in Grimms Der Arme und der Reiche.